# Bradley Pinion
Bradley Pinion (Concord, 1º giugno 1994) è un giocatore di football americano statunitense che milita nel ruolo di punter per gli Atlanta Falcons della National Football League (NFL).

## Carriera

### San Francisco 49ers
Dopo avere giocato al college a football a Clemson, Pinion fu scelto nel corso del quinto giro (165º assoluto) del Draft NFL 2015 dai San Francisco 49ers. Debuttò come professionista subentrando del primo turno contro i Minnesota Vikings calciando tre punt a una media di 43,7 yard l'uno. La sua stagione da rookie si concluse con 91 punt calciati disputando tutte le 16 partite.

### Tampa Bay Buccaneers
Il 7 febbraio 2021, nel Super Bowl LV contro i Kansas City Chiefs campioni in carica, Pinion scese in campo nella vittoria per 31-9, calciando 4 punt a una media di 37,5 yard e conquistando il suo primo titolo.

### Atlanta Falcons
Il 30 giugno 2022 Pinion firmò con gli Atlanta Falcons.

## Palmarès
- Super Bowl : 1

Tampa Bay Buccaneers: LV
- National Football Conference Championship: 1

Tampa Bay Buccaneers: 2020

## Statistiche
| Partite totali | 16   |
| Punt           | 91   |
| Media          | 43,6 |

Statistiche aggiornate alla stagione 2015